# からたちの小径
「からたちの小径」（からたちのこみち）は、島倉千代子の楽曲。2013年12月18日に日本コロムビアより発売された。

## 概要
楽曲は島倉の生涯最後のレコーディング曲である。島倉が肝臓癌で亡くなる3日前の2013年11月5日にレコーディングが行われた。当初、レコーディングは同年11月15日の予定だったが、「その日まで待てない」との島倉の希望で、島倉の自宅に録音機材を持ち込み急遽レコーディングを実施した。作曲を担当し立ち会った南こうせつは「（島倉さんの具合から）1回位しか歌えないかと思ったが、3回も歌われた。奇跡の歌声だった」と語っている。翌6日には入院先の島倉本人が南へ電話をかけ、感謝の意を伝えたという。島倉はレコーディングを振り返って「私の部屋の中にスタジオができて、そこで私はできる限りの声で歌いました。自分の人生の最後に、2度と見られない風景を見せて頂きながら歌を入れられるって、こんな幸せはありませんでした。人生の最後に素晴らしい時間をありがとうございました」と語った。島倉の死去直後に関係者は「からたちの小径」について、「来年発売の記念CDボックスに入れたい」と語っていた。
島倉の死去から6日後の11月14日、東京青山葬儀所で営まれた葬儀において、楽曲が流された。この告別式の後、日本コロムビアのお客様サポートセンターにメールと電話を合わせて1,000件以上の問い合わせが殺到。急遽、日本コロムビアがシングルとしての発売を検討、要望に応える形での発売が決定した。業界内でも異例の緊急発売となるが、工程スケジュールを最優先することで、発売が可能になったという。
2012年秋、南のラジオ番組に島倉がゲスト出演し、南がギターの弾き語りで「あなたを紡いで手毬唄」（南の提供作品）を歌唱。その後、島倉から次の新曲は自身が気に入っていた南にお願いしたいという希望が出され、同年12月3日に島倉が直接、「2014年の60周年の記念曲として書いて欲しい」と依頼。南は「からたち日記」での「可愛らしい島倉のイメージ」が印象に残っていたことから、そのイメージを元にタイトルが付けられた。
発売時の初回出荷は5万枚を超えた。 ジャケットには遺影と同じ写真が使われた。

## チャート成績
シングルは2013年12月30日付オリコン週間シングルチャート（総合チャート）において7位に初登場した。同じ週のオリコン演歌・歌謡チャートでは1位を獲得した。島倉にとって1968年に集計が開始されたオリコン総合チャートでのTOP10入りおよび演歌・歌謡チャートでの1位獲得はいずれも初となった。初動売上は約2.2万枚であった。演歌・歌謡チャートでは翌週の2014年1月6日付においても1位となり、2週連続の1位を記録した。

## シングル収録曲
| #         | タイトル                                   | 作詞                 | 作曲       | 編曲       | 時間  |
| --------- | ------------------------------------------ | -------------------- | ---------- | ---------- | ----- |
| 1.        | 「からたちの小径」                         | 喜多條忠・南こうせつ | 南こうせつ | 佐久間順平 | 4:18  |
| 2.        | 「からたちの小径（オリジナル・カラオケ）」 | 喜多條忠、南こうせつ | 南こうせつ | 佐久間順平 | 4:18  |
| 3.        | 「この世の花」(モノラル録音)               | 西條八十             | 万城目正   | 松尾健司   | 3:15  |
| 合計時間: | 合計時間:                                  | 合計時間:            | 合計時間:  | 合計時間:  | 11:52 |

## 南こうせつによるセルフカバー
楽曲を提供した南こうせつのシングルとして、2014年3月19日に日本クラウンより発売された。

### シングル収録曲
| 全作詞: 喜多條忠・南こうせつ、全作曲: 南こうせつ。 |                                                  |                        |            |            |      |
| #                                                  | タイトル                                         | 作詞                   | 作曲・編曲 | 編曲       | 時間 |
| 1.                                                 | 「からたちの小径」                               | 喜多條忠 ・ 南こうせつ | 南こうせつ | 佐久間順平 | 4:18 |
| 2.                                                 | 「神田川（2014年新録音）」                       | 喜多條忠 ・ 南こうせつ | 南こうせつ | 南こうせつ | 3:21 |
| 3.                                                 | 「からたちの小径（オリジナル・カラオケ）」       | 喜多條忠 ・ 南こうせつ | 南こうせつ |            | 4:18 |
| 4.                                                 | 「神田川（2014年新録音、オリジナル・カラオケ）」 | 喜多條忠 ・ 南こうせつ | 南こうせつ |            | 3:21 |
| 合計時間:                                          | 合計時間:                                        | 合計時間:              | 13:20      |            |      |

## その他のカバー
- 藤あや子（2017年1月11日、『からたちの小径/たそがれ綺麗』収録）